# Musée Christian Dior
Il Musée Christian Dior è un museo in Francia, fondato nel 1988 e dedicato allo stilista Christian Dior.

## Storia
Il 22 giugno 1988 la Villa Les Rhumbs, casa natale di Christian Dior, a Granville, nella Bassa Normandia, è stata trasformata in un museo dedicato alla vita ed alle opere dello stilista francese, chiamato semplicemente Musée Christian Dior. Il museo è situato in cima ad una scogliera all'ingresso della città, con vista sulle isole Anglo-Normanne ed è circondato da un grande giardino.
Il museo propone esposizioni a tema, e quella inaugurale era dedicata alle attrici che erano state "vestite" da Dior, con l'esposizione di 50 modelli indossati da attrici come Olivia de Havilland, Ava Gardner, Elizabeth Taylor e Marlene Dietrich.
Nel 2008 si è tenuta una mostra dedicata al dandysmo intitolata Dandysmes 1808-2008, de Barbey d'Aurevilly à Christian Dior, in cui si è prestata particolare attenzione anche al mondo del profumo maschile.